# 10e sessie van de Commissie voor het Werelderfgoed

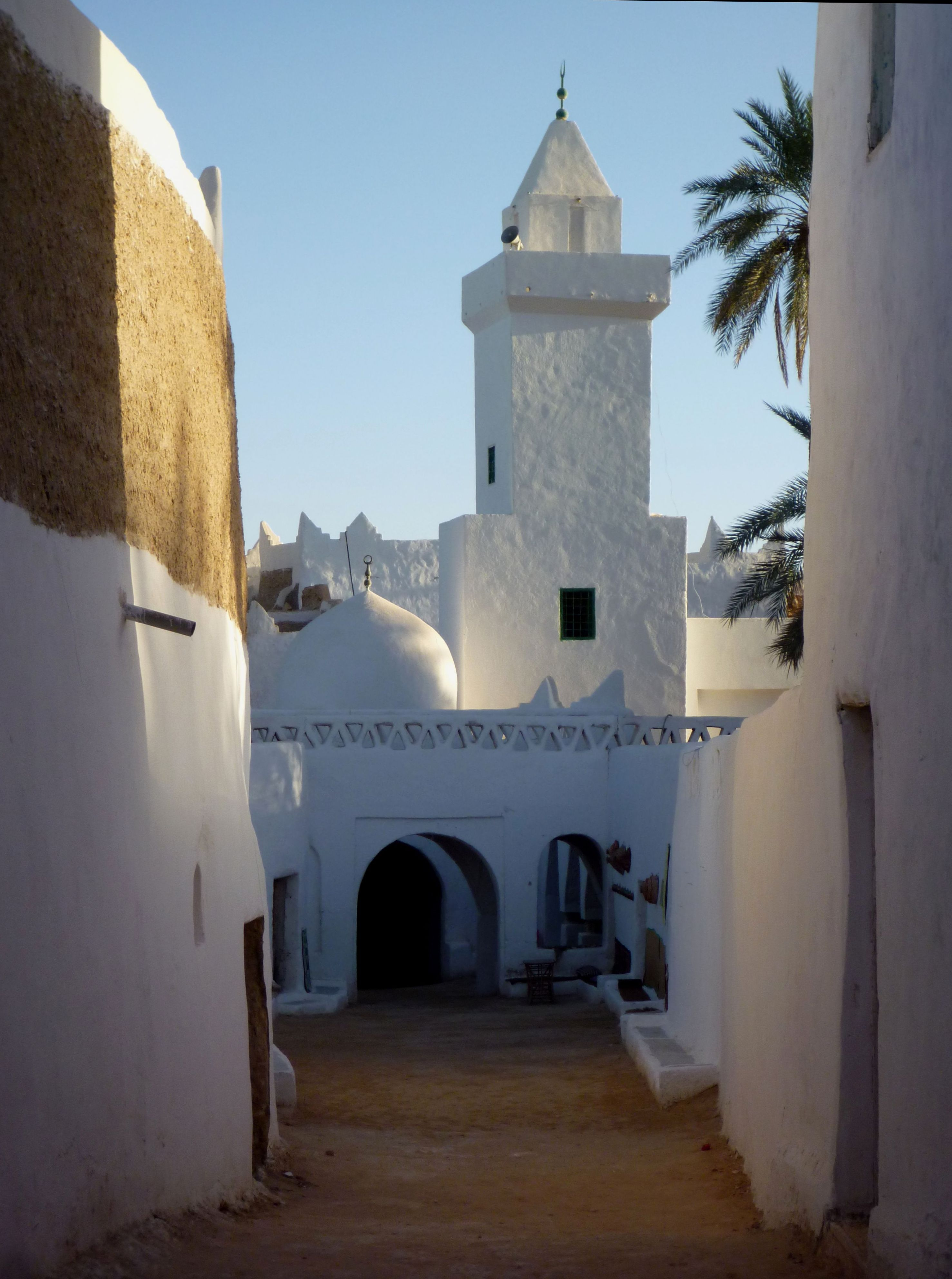
Oude stad van Ghadames

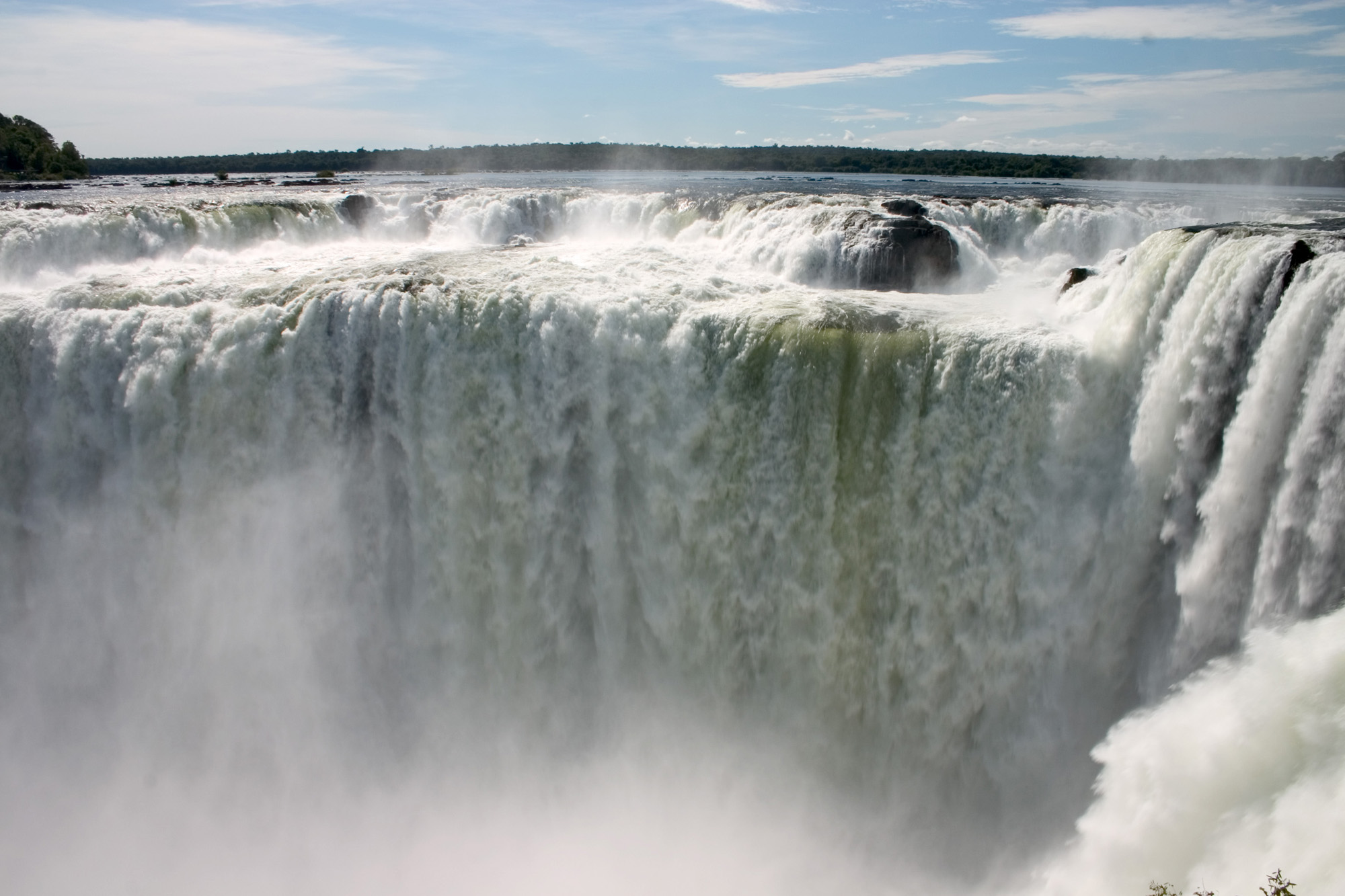
Nationaal park Iguaçu

De 10e sessie van de Commissie voor het Werelderfgoed van UNESCO vond van 24 november tot 28 november 1986 plaats in Parijs in Frankrijk. Er werden 31 nieuwe omschrijvingen aan de werelderfgoedlijst toegevoegd. Hiervan waren 23 dossiers met betrekking tot cultureel erfgoed, 1 met betrekking tot gemengd erfgoed en 7 met betrekking tot natuursites. Op de rode lijst werd een locatie toegevoegd. Het totale aantal inschrijvingen komt hiermee op 246 (179 cultureel erfgoed, 9 gemengde omschrijvingen en 58 natuurlijk erfgoed).

## Wijzigingen in 1986
In 1986 zijn de volgende locaties toegevoegd:

### Cultureel erfgoed
- Duitsland: Romeinse monumenten, Dom en Onze-Lieve-Vrouwekerk in Trier
- Griekenland: Tempel van Apollo Epicurius in Bassae
- India: Kerken en kloosters van Goa
- India: Monumentengroep bij Khajuraho
- India: Monumentengroep bij Hampi
- India: Fatehpur Sikri
- Libië: oude stad Ghadames
- Jemen: Oude stad Sana'a
- Peru: Archeologische zone Chan Chan
- Portugal: Historisch centrum van Évora
- Servië: Studenicaklooster
- Spanje: Mudejar-architectuur van Aragón (uitgebreid in 2001)
- Spanje: Historische stad Toledo
- Spanje: Oude stad Cáceres
- Syrië: Oude stad Aleppo
- Turkije: Hattusha, hoofdstad van de Hittieten
- Verenigd Koninkrijk: Kasteel en kathedraal van Durham
- Verenigd Koninkrijk: Ironbridge-kloof
- Verenigd Koninkrijk: Studley Royal Park, met de ruïnes van Fountains Abbey
- Verenigd Koninkrijk: Stonehenge, Avebury en bijbehorende plaatsen
- Verenigd Koninkrijk: Kastelen en stadsmuren van King Edward in Gwynedd
- Zimbabwe: Nationaal monument Groot Zimbabwe
- Zimbabwe: Nationaal monument Khami-ruïnes

### Gemengd erfgoed
- Verenigd Koninkrijk: St. Kilda (initieel natuurefgoed, later uitgebreid in 2004 en 2005 tot gemengd erfgoed)

### Natuurerfgoed
- Australië: Gondwanaregenwouden (uitgebreid in 1994)
- Brazilië: Nationaal park Iguaçu
- Nieuw-Zeeland: Nationaal park Westland en Nationaal park Mount Cook
- Nieuw-Zeeland: Nationaal park Fiordland
- Slovenië: Grotten van Skocjan
- Spanje: Nationaal park Garajonay
- Verenigd Koninkrijk: Giant's Causeway en Causeway Coast

### Uitbreiding
In 1986 werd de site van Kerkuane uitgebreid met de Punische stad:
- Tunesië: Punische stad Kerkuane en haar necropolis

### Verwijderd van de rode lijst
In 1986 zijn geen locaties verwijderd van de rode lijst.

### Toegevoegd aan de rode lijst
In 1986 werd een nieuwe werelderfgoedlocatie ook direct toegevoegd aan de rode lijst, de lijst van bedreigd werelderfgoed.
- Peru: Archeologische zone Chan Chan (nog niet van rode lijst geschrapt)

1977 · 
1978 · 
1979 · 
1980 · 
1981 · 
1982 · 
1983 · 
1984 · 
1985 · 
1986 · 
1987 · 
1988 · 
1989 · 
1990 · 
1991 · 
1992 · 
1993 · 
1994 · 
1995 · 
1996 · 
1997 · 
1998 · 
1999 · 
2000 · 
2001 · 
2002 · 
2003 · 
2004 · 
2005 · 
2006 · 
2007 · 
2008 · 
2009 · 
2010 · 
2011 · 
2012 · 
2013 · 
2014 · 
2015 · 
2016 · 
2017 · 
2018 · 
2019 · 
2020-2021 ·
2022-2023 ·
2024 ·
2025